# Tahltan-magasföld
A Tahltan-magasföld (angolul Tahltan Highland, franciául Plateau Tahlta) egy fennsíkok és viszonylag alacsonyabb hegységek alkotta hegyvidék Kanada Brit Columbia tartományában, a tartomány északi részén. A több fennsíkból álló Stikine-fennsíkhoz tartozik. Határai: nyugaton a Parti-hegység, északon az Inklin folyó, keleten a Sheslay és a Little Tuya folyók, amelyek a Klastline-fennsíktól választják el. Délen a magasföld, túlnyúlva Stikine folyón, magában foglalja a Mount Edziza fiatal vulkanikus komplexumot – melynek része a Spectrum-hegység is – és a Zagoddethchino-masszívumot.